# Boonslick Township
Boonslick Township est un ancien township du comté de Howard dans le Missouri, aux États-Unis,.
Il est fondé en 1821 et baptisé en référence à Daniel Boone, un pionnier.

## Source de la traduction
- (en) Cet article est partiellement ou en totalité issu de l’article de Wikipédia en anglais intitulé « Boonslick Township, Howard County, Missouri » (voir la liste des auteurs).